# Kościół pw. Świętego Józefa Oblubieńca Najświętszej Maryi Panny w Pile
Kościół św. Józefa Oblubieńca Najświętszej Maryi Panny w Pile – kościół parafialny w Pile, w województwie wielkopolskim, powiecie pilskim. 
Ten artykuł jest efektem integracji z innym artykułem Wikipedii. Zawarta tu treść pochodzi częściowo z artykułu Parafia św. Józefa Oblubieńca Najświętszej Maryi Panny w Pile. Zobacz pełną listę autorów tego artykułu. 
Treści pochodzące z  Wikipedii są oparte na licencji Creative Commons 4.0 – Uznanie Autorstwa – Na tych samych warunkach. Kopiując je lub tłumacząc, należy podać ich autorów i udostępnić na tych samych warunkach.

## Historia i architektura
Kościół parafialny wybudowany w latach 1994–2000. Jest to nowoczesna budowla jednonawowa. Posiada balkony i szeroki chór muzyczny. W centralnym punkcie ołtarza znajduje się drewniana rzeźba Chrystusa Ukrzyżowanego po bokach obrazy świętych, Jezusa i Maryi. W okna są wstawione modernistyczne witraże przedstawiające świętych i sceny z życia Chrystusa. Kościół nie posiada dzwonnicy.

### Organy
W 2017 roku zostały do kościoła sprowadzone organy zbudowane przez Verschuerna z kaplicy więziennej w Rotterdamie. Posiadają 6 głosów realnych, ale dzięki systemowi multiplex udało się ich uzyskać 17. Są rozdzielone między dwa manuały i pedał. 

### Dyspozycja
| Pedał                                                                     | Manuał I                                                              | Manuał II                                                                          |
| ------------------------------------------------------------------------- | --------------------------------------------------------------------- | ---------------------------------------------------------------------------------- |
| Subbas 16` Octaaf-bas 8' * Gedekt-bas 8' * Octaaf-bas 4' * Kwint 2 2/3' * | Prestant 8' Roer-Fluit 8' Octaaf 4' Fluit 4' Kwint 2 2/3' Octaaf 2' * | Bourdon 8'* Prestant 4'* Fluit 4'* Nachthoorn 2'* Larigot 1 1/3'* Sesquialter 2st* |
| * - transmisja z innego głosu                                             |                                                                       |                                                                                    |